# Pietro Carnesecchi
Pietro Carnesecchi (Florència, 3 de gener de 1509 — Roma, 11 d'octubre de 1567) va ser un humanista i reformador italià.
Va formar part de la cort de Climent VII però a partir de 1540 va integrar-se part del cercle reformador de Juan de Valdés a Nàpols i acabà abraçant en part el luteranisme. S'exilià a París però va tornar a Roma (1559) durant el papat de Pius IV on fou traït per Cosme, empresonat i decapitat.